# Blanding
Blanding is een plaats (city) in de Amerikaanse staat Utah, en valt bestuurlijk gezien onder San Juan County.

## Demografie
Bij de volkstelling in 2000 werd het aantal inwoners vastgesteld op 3162.
In 2006 is het aantal inwoners door het United States Census Bureau geschat op 3169, een stijging van 7 (0,2%).

## Geografie
Volgens het United States Census Bureau beslaat de plaats een oppervlakte van
6,1 km², geheel bestaande uit land.

## Bezienswaardigheden
- Natural Bridges National Monument
- Monument Valley
- Four Corners
- Glen Canyon National Recreation Area bij Lake Powell

## Plaatsen in de nabije omgeving
De onderstaande figuur toont nabijgelegen plaatsen in een straal van 44 km rond Blanding.